# El secreto de Selena
El secreto de Selena (Le Secret de Selena) est une série télévisée biographique américaine produite par BTF Media et coproduite par Disney Media Distribution pour Telemundo et TNT. Elle est basée sur le livre de la journaliste lauréate des Emmy Awards, Maria Celeste. La série raconte l’histoire du meurtre de la chanteuse Selena Quintanilla. Le personnage principal est joué par l'actrice Maya Zapata.  
La production a débuté le 9 avril 2018 et 13 épisodes ont été confirmés. 
La série n’ayant pas l’approbation de la famille Quintanilla, celle-ci a refusé d’autoriser l’utilisation des chansons de Selena mais la production a choisi d’utiliser des chansons d’autres artistes que Selena avait interprétées au cours de sa carrière. 
Elle est diffusée en Amérique latine entre le 23 septembre 2018 et le 16 décembre 2018 sur TNT et depuis le 25 août 2019 sur Telemundo.

## Synopsis
Selena Quintanilla était une chanteuse à succès qui a connu une fin tragique lorsqu'elle a été tuée par Yolanda Saldívar, présidente de son fan club et amie personnelle. Le résultat dramatique a eu un impact considérable sur les médias et a engendré toutes sortes de rumeurs sur ce qui s'est réellement passé. La série explore trois personnages qui souffrent de leurs obsessions et de leurs passions. Selena, qui donne tout pour réussir, Yolanda, attachée à son idole, et Maria Celeste Arrarás, la journaliste qui cherche à faire la lumière sur toutes les obscurités de l'affaire.

## Distribution
- Maya Zapata : Selena Quintanilla
- Damayanti Quintanar : Yolanda Saldívar
- Sofía Lama : María Celeste Arrarás
- Eduardo Santamarina : Dr. Ricardo Martínez
- Jorge Zárate : Abraham Quintanilla
- David Zorrilla : Richard Frederickson
- Bárbara González : Suzette Quintanilla
- Daniel Elbitar : Chris Pérez
- Moisés Arizmendi : Manny Arvesu
- José Sefami : Douglas Tinker
- Irineo Álvarez : Arnold García
- Plutarco Haza : Carlos Valdez
- Mauricio Isaac : Pete Riviera
- Paloma Ruiz de Alda : Magda
- Pia Watson : Alina Falcón
- Luis Alberti : Gustavo
- Pierre Louis : Ed Mckinstry
- Elyfer Torres : Gabriela Contreras